# Коктебельський цвинтар
Коктебельський цвинтар — некрополь у західній частині смт Коктебель. Комплекс могил на коктебельському цвинтарі входить до Коктебельського республіканського еколого-історико-культурного заповідника «Кімерія М. О. Волошина».

## Історія
Виник як цвинтар смт Коктебель, сформованому як дачне місце в кінці XIX століття. Тут ховали місцевих мешканців, серед яких частина родини-засновниці курорту Юнґе. Багато туристів відправляються на екскурсії на коктебельський цвинтар, щоб побувати на могилах відомих людей.

## Світлини

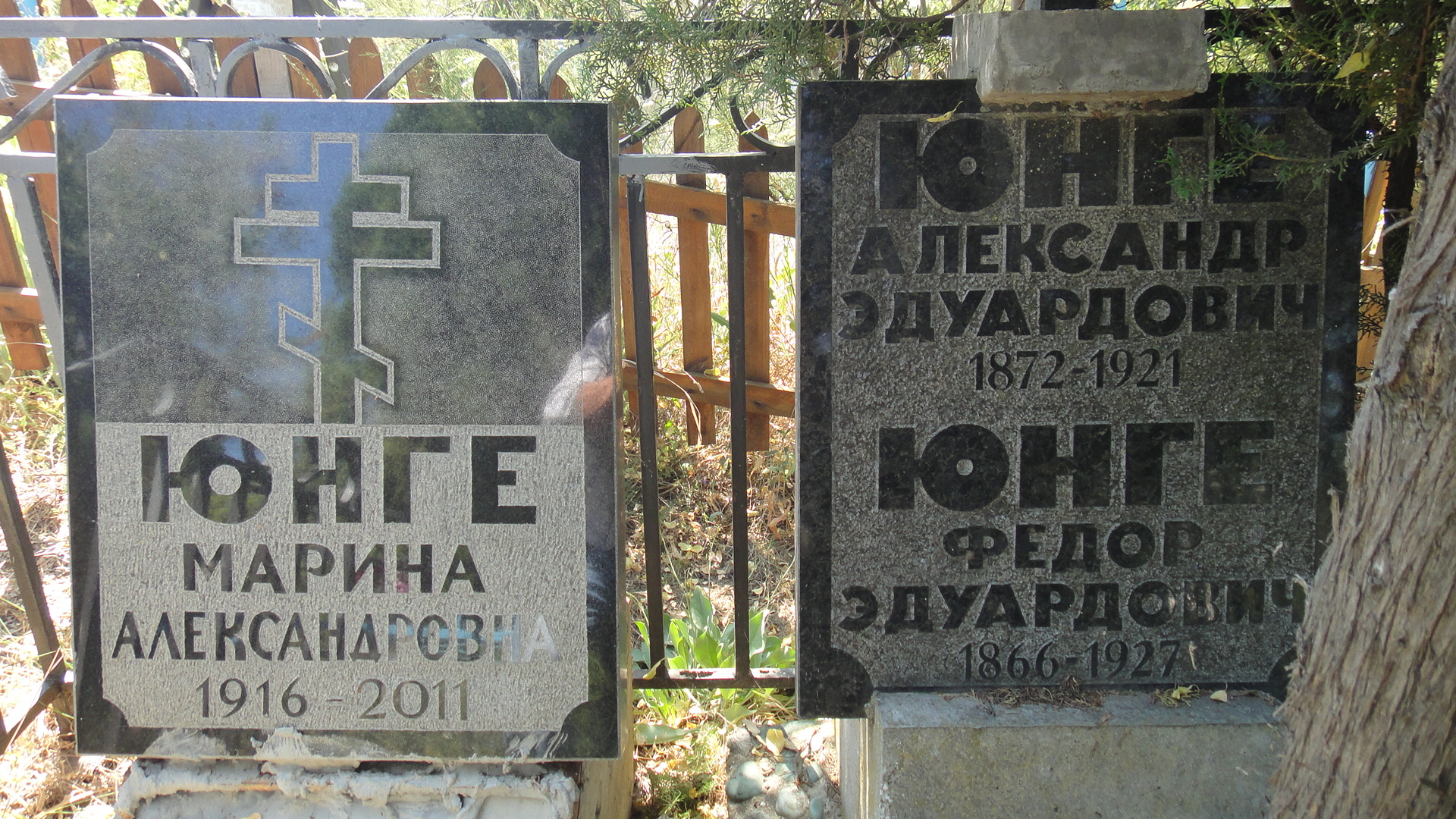
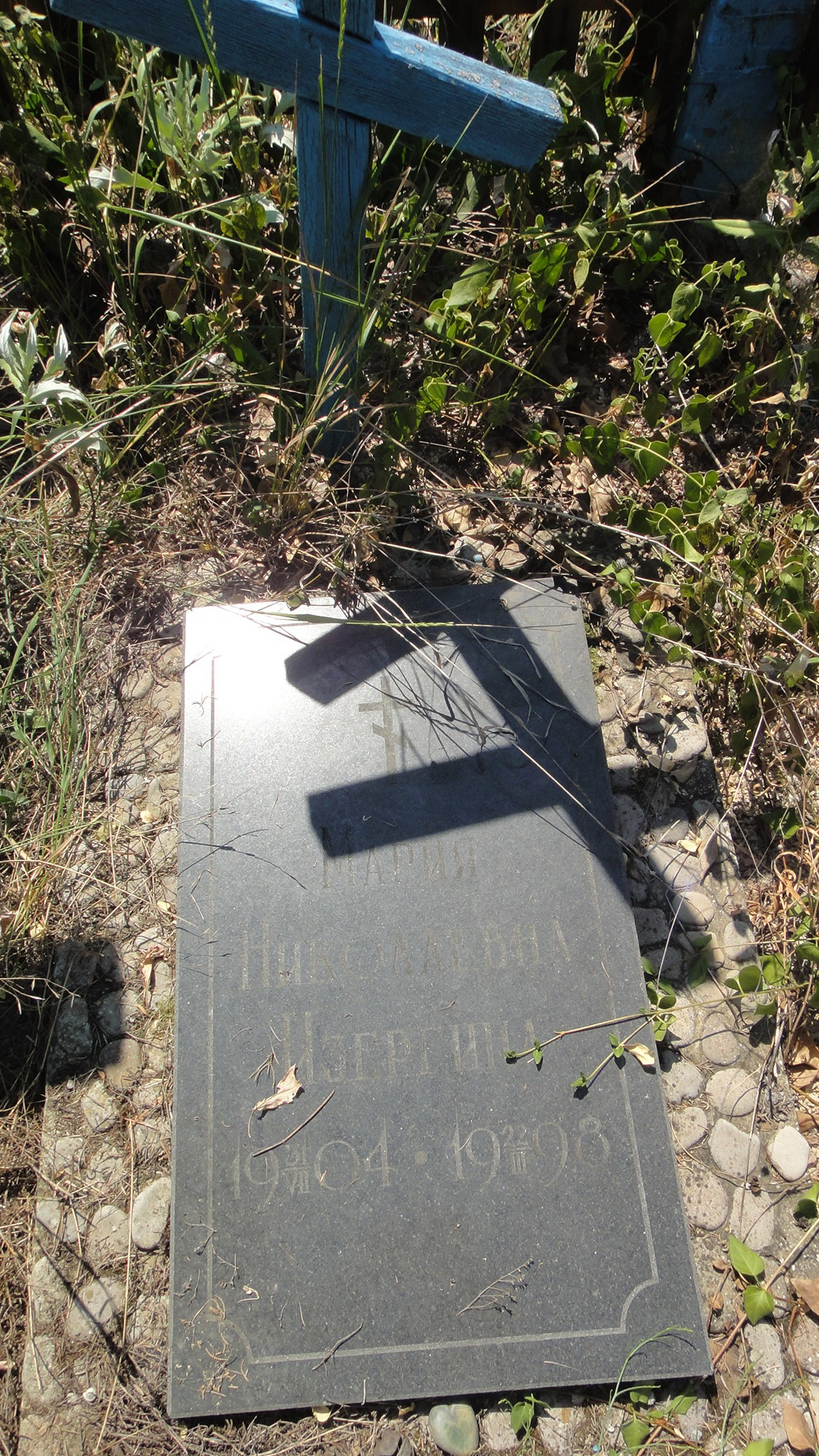
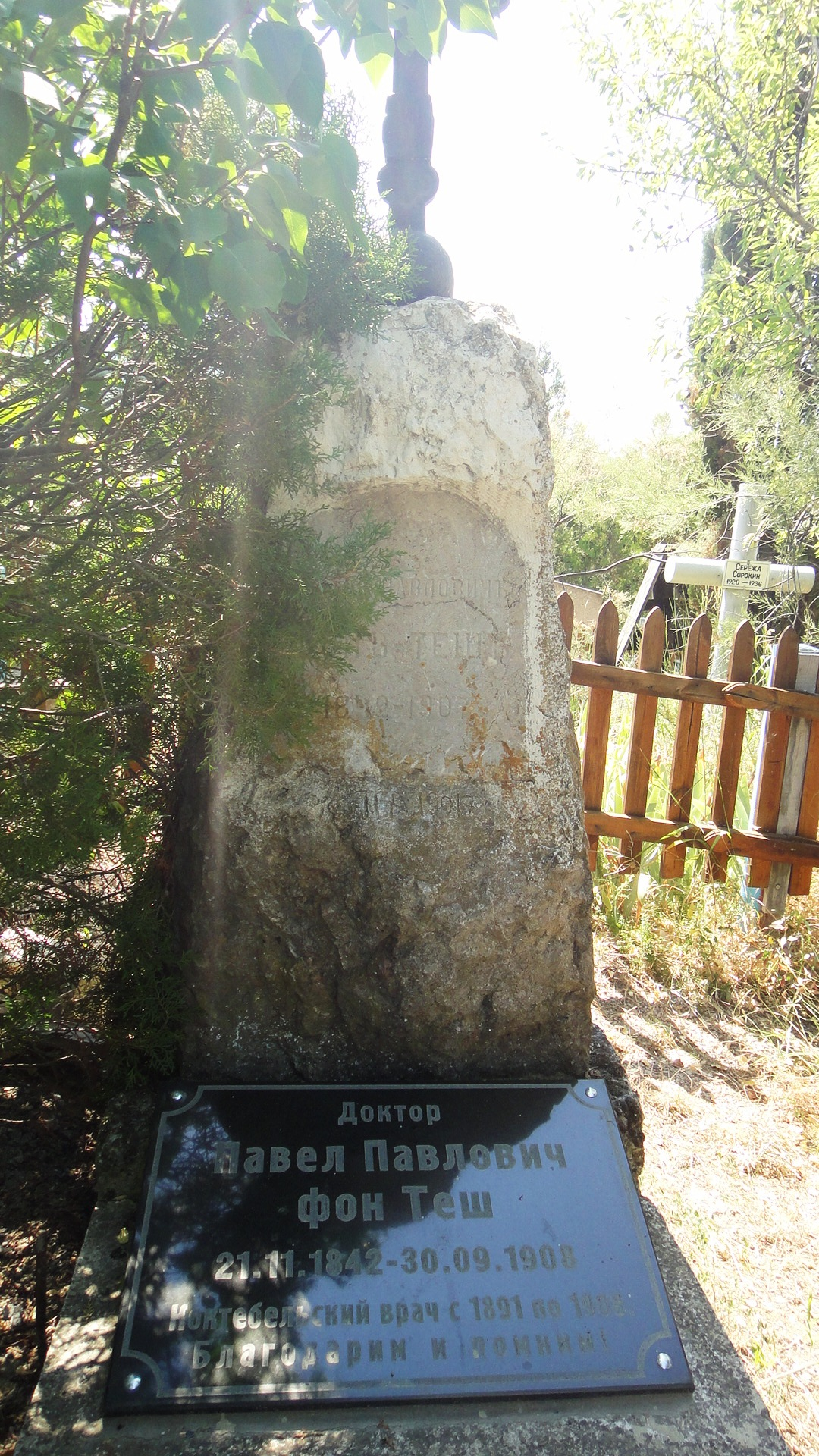
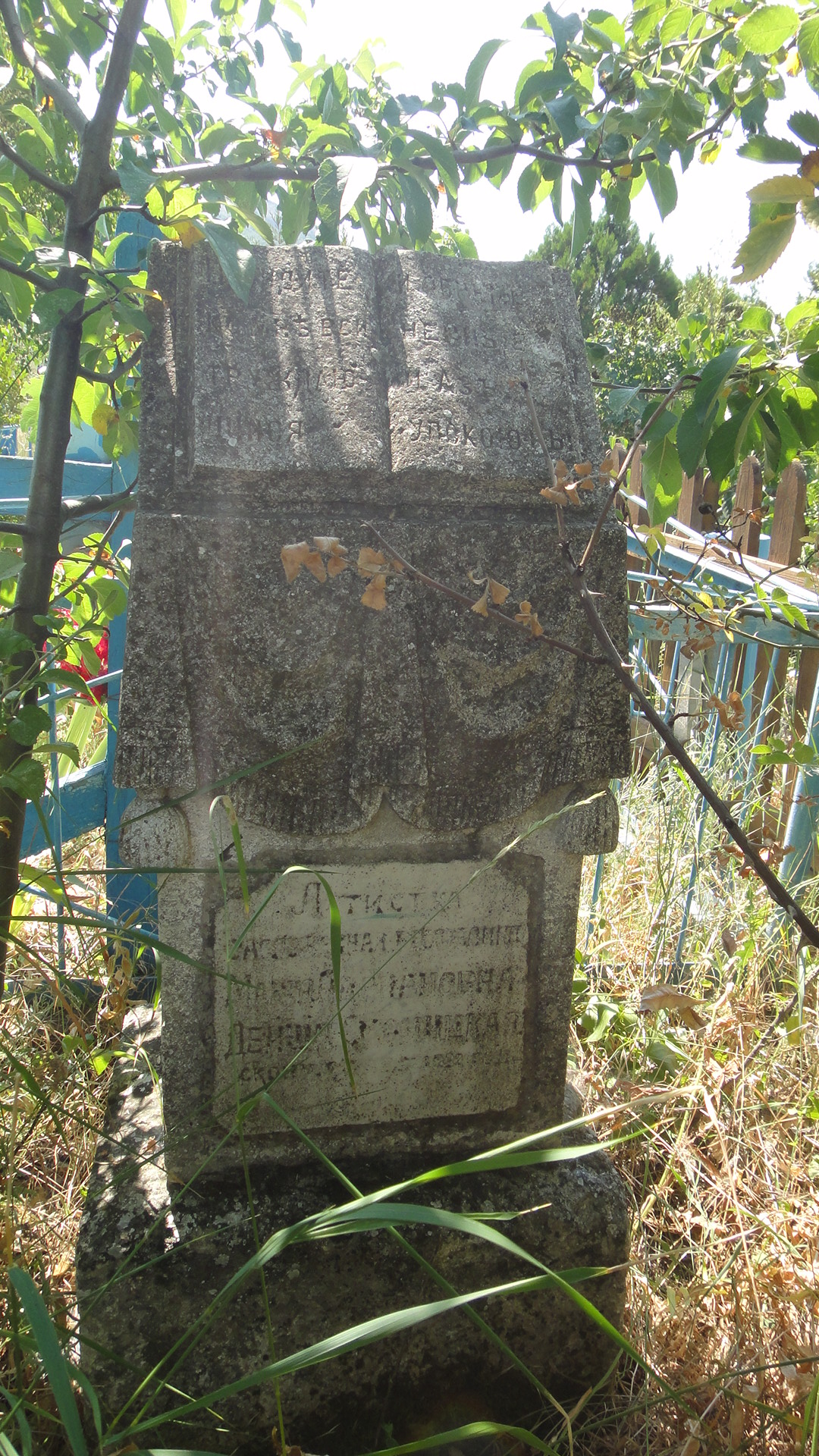
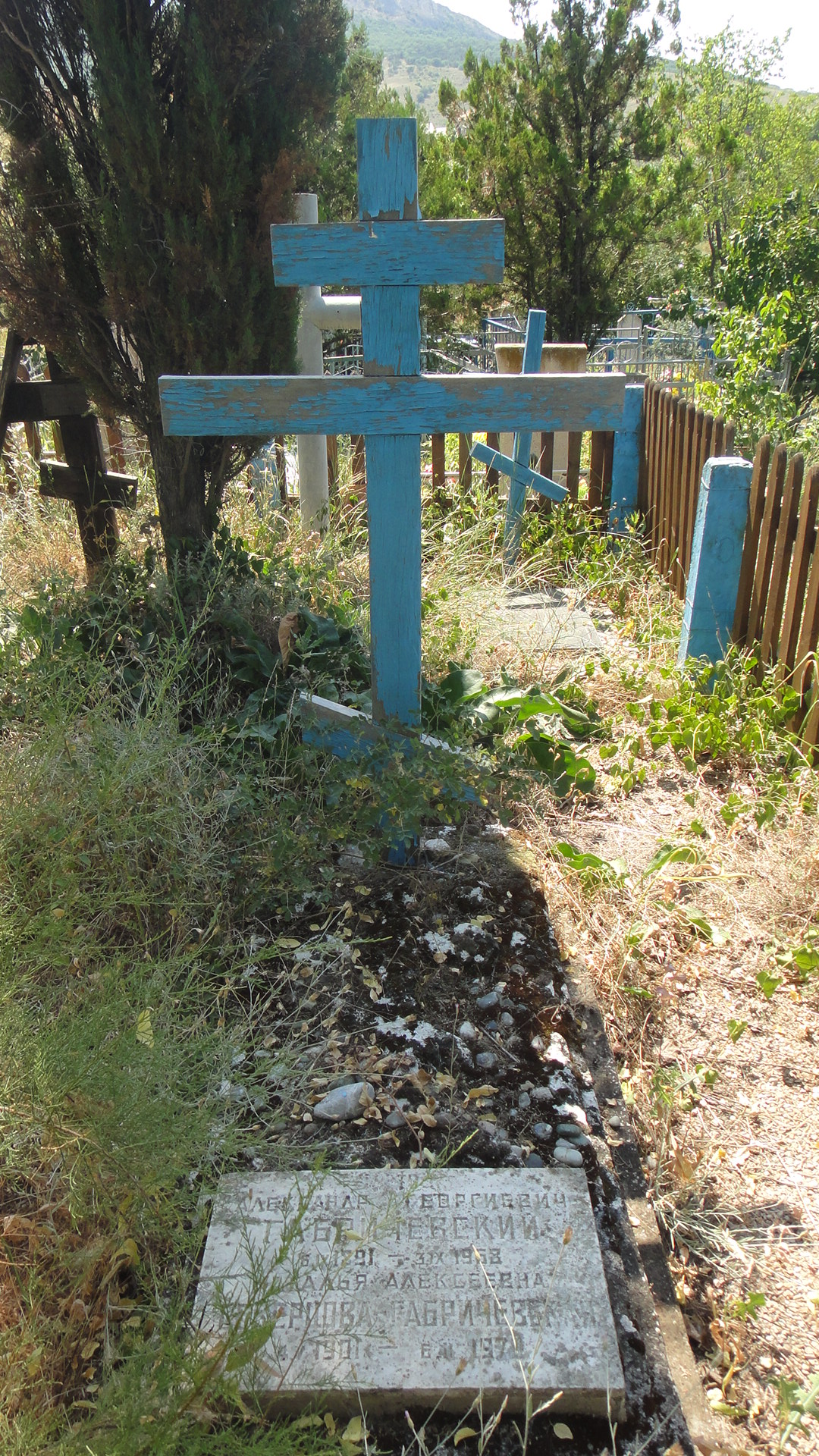

## Відомі поховання на Коктебельському цвинтарі
- Аріадна Арендт (1906—1997) — радянська скульпторка.
- Марія Дейша-Сіоницька (1859—1932) — російська радянська оперна та камерна співачка.
- Мірель Шагінян (1918—2012) — живописець, член Спілки художників СРСР.
- Олександр Габричевский (1891—1968) — радянський історик теоретик мистецтва, мистецтвознавець, літературознавець, перекладач.
- Тетяна Гагаріна (1941—1991) — радянська скульпторка.
- Анатолій Григор'єв (1903—1986) — радянський скульптор.
- Марія Ізергіна (1904—1998) — радянська російська піаністка та співачка.
- Анатолій Яновський (1919—1990) — радянський письменник-прозаїк.